# Animal Farm (pel·lícula de 1999)
Animal Farm és una pel·lícula de televisió de comèdia i drama polític de 1999 dirigida per John Stephenson i escrita per Alan Janes. Basada en la novel·la homònima de 1945 de George Orwell i que serveix com una al·legoria de la Revolució Russa i les seves conseqüències, la pel·lícula compta amb un repartiment que inclou Kelsey Grammer, Ian Holm, Julia Louis-Dreyfus, Patrick Stewart, Julia Ormond, Paul. Scofield, Charles Dale, Pete Postlethwaite, Alan Stanford i Peter Ustinov. A la pel·lícula, un grup d'animals antropomòrfics es revolten amb èxit contra el seu amo humà, només per caure en una tirania més brutal entre ells.

## Argument
A la dècada de 1940, el Sr. Jones, el propietari de Manor Farm, convida els Pilkington a una reunió per parlar dels seus deutes. Aquella nit, els animals es reuneixen en una reunió on Old Major, el senglar blanc mitjà, explica que la humanitat és el seu enemic i que poden enderrocar la raça humana i prendre el control de Manor Farm per ells mateixos, demanant una vida d'igualtat i prosperitat. Major els ensenya una cançó anomenada "Bèsties del món", però mentre els animals canten, Jones, sent el soroll que prové del graner, investigarà, només per disparar accidentalment en Major.
Jones va a la ciutat a prendre una copa sense donar menjar als animals. En tornar, Boxer, el cavall del comtat de Manor Farm, ajuda els animals a entrar al cobert de menjar. Accidentalment, desperten Jones, però els animals es rebel·len ràpidament. Jones fuig amb la seva dona i els seus homes a la ciutat.
Un senglar jove anomenat Snowball pren el control de Manor Farm, rebatejant-la "Animal Farm" i deixant caure els Set Manaments de "Animalisme⁣". Napoleó, un senglar de Berkshire, convoca una reunió secreta en la qual té a Pincher, un gos de granja, que li jura lleialtat i s'apodera dels cadells de Jessie per entrenar-los com vulgui. Els porcs en secret comencen a acumular pomes i llet per a ells mateixos.
En assabentar-se que Jones ara no té llar, Pilkington lidera una invasió a la Granja d'Animals amb alguns vilatans i locals liderats per Frederick. Bola de neu ho té previst i els animals llancen un contraatac. Els homes fugen. Pilkington es planteja treballar amb els animals.
Els plans de Snowball de construir un molí de vent per millorar la vida dels animals s'oposen a Napoleó, que convoca els cadells de Jessie ja grans per perseguir Snowball de la granja. Napoleó decreta que els porcs decidiran el futur i els animals comencen a construir el molí de vent. Pilkington aprèn que els animals poden parlar anglès i que poden comerciar. Jessie explica que va veure els porcs vivint a la masia i dormint als llits. Més tard aquella nit al Red Lion Inn, Pilkington es riu de com s'ha aprofitat de la inexperiència de Napoleó, venent-li maquinària agrícola barata.
Jones conspira amb la seva dona per sabotejar Animal Farm. Napoleó ho culpa a Snowball, els porcs consumeixen més aliments, culpa a Snowball de l'escassetat d'aliments i que les gallines hauran de lliurar els seus ous al mercat. Quan les gallines s'oposen, Napoleó castiga amb la mort l'alimentació d'una gallina. L'assistent de Napoleó, Squealer, comença a fer pel·lícules de propaganda. Es revela que l'alcohol i els manaments de matar es van alterar en "cap animal beu alcohol en excés" i "cap animal matarà un altre animal sense causa".
Durant la reconstrucció del molí de vent, Boxer està ferit. Quan arriba el moment de transportar a Boxer, Jessie i Benjamin, un ruc savi, de sobte s'adonen que la furgoneta que l'emporta és de la fàbrica de cola. Pilkington paga a Napoleó per vendre Boxer a la fàbrica de cola. Aquella nit, Jessie mira com en Pilkington i la seva dona sopen amb els porcs a la masia. Napoleó torna el nom de la granja a Manor Farm. Mentre mira la reunió a través de la finestra deformada, Jessie veu que les cares de Napoleó i Pilkington s'han tornat tan semblants que no pot notar la diferència entre ells. Muriel la cabra i Benjamin noten que el manament final, "Tots els animals són iguals", s'ha ampliat per incloure "però alguns animals són més iguals que altres". Veient ara la naturalesa malvada de Napoleó i Squealer, alguns dels animals escapen, mentre que Napoleó, ara amb roba humana i caminant sobre dues cames, esclavitza la granja, declarant falsament tots els animals lliures.
Anys més tard, els fugitius tornen i investiguen les restes de Manor Farm. Troben que Napoleó i Squealer han mort, tot i que alguns animals han sobreviscut a la caiguda, inclosos els cadells de Jessie. Més tard, Jessie descobreix que una nova família ha comprat la granja i es compromet a ajudar-los a evitar els errors de Jones i Napoleó.

## Repartiment
El repartiment és el següent:
- Pete Postlethwaite com Jones
- Caroline Gray com la senyora Jones
- Alan Stanford com a Pilkington
- Gail Fitzpatrick com la senyora Pilkington
- Gerard Walsh com el senyor Frederick

### Veus
El repartiment de veu és:
- Julia Ormond com a Jessie
- Kelsey Grammer com a Snowball
- Patrick Stewart com a Napoleó
- Ian Holm com a Squealer
- Paul Scofield com el Boxer
- Pete Postlethwaite com a Benjamin
- Julia Louis-Dreyfus com a Mollie
- Peter Ustinov com el Old Major
- Charles Dale com a Moisès i com a Pincher el Rottweiler
- Jean Beith com Muriel la cabra de Saanen

## Producció
El rodatge va començar el 25 d'agost de 1998 i va acabar el 6 de novembre.
Els animals es van construir per representar els personatges titulars d'Animal Farm a la botiga de criatures de Jim Henson a Londres: quatre porcs (Old Major, Snowball, Napoleon i Squealer), un shire horse (Boxer), dues eugues (Mollie i un cavall negre sense nom que s'entén que és Clover), un Border collie (Jessie), un rottweiler (Pincher), un ruc (Benjamin), un corb (Moisès), una cabra (Muriel), un ramat d'ovelles, vaques, una rata, gallines, ànecs i coloms.

## Recepció
La pel·lícula va guanyar els millors efectes especials i va ser nominada a la millor pel·lícula al premi Fantasporto International Fantasy Film Award dels anys 2000.
El director de la pel·lícula, John Stephenson, va ser nominat al premi Starboy al Festival Internacional de Cinema Infantil i Juvenil d'Oulu dels anys 2000.